# 1466
1466 (MCDLXVI) je bilo navadno leto, ki se je po julijanskem koledarju začelo na sredo.

## Dogodki
- 19. oktober - podpis Drugega turanjskega miru, s katerim se je končala trinajstletna vojna

## Rojstva
- 18. junij - Ottaviano Petrucci, italijanski tiskar († 1539)
- 27. oktober - Erazem Rotterdamski[1], nizozemski humanist, teolog in filozof († 1536)

## Smrti
- 22. maj - Stjepan Vukčić Kosača, veliki vojvoda Bosanskega rusaga in herceg Vojvodive Svetega Save (* okoli 1404)
- 30. oktober - Johann Fust, nemški tiskar (* okoli 1400)
- 13. december - Donatello, italijanski renesančni kipar (* 1386)

Neznan datum
- Hadži I. Geraj, ustanovitelj in prvi kan Krimskega kanata (* 1397)
- Mahmud Kazanski, kan Kazanskega kanata (* ni znano)